# Periódicos de Guayaquil

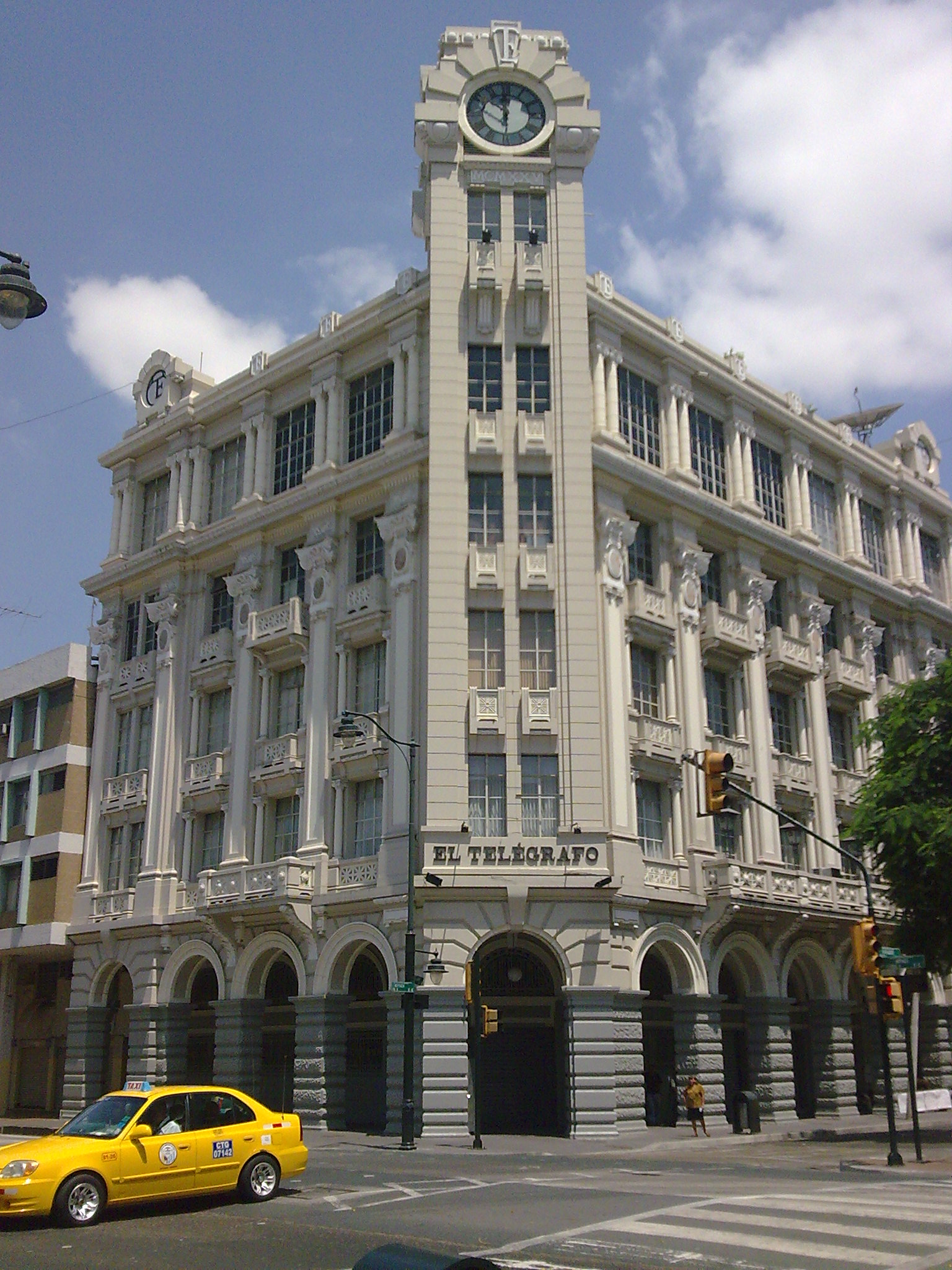
Edificio sede del diario El Telégrafo.

Estas son todas las publicaciones que se imprimen periódicamente en la ciudad de Guayaquil,  que informan a manera de noticia el acontecer nacional e internacional.
- El Universo, Sitio Oficial de El Universo
- El Telégrafo, Sitio Oficial de El Telégrafo Decano de la Prensa Nacional
- PP El Verdadero
- Diario Expreso, Sitio Oficial del Diario Expreso
- Diario Extra, Sitio Oficial del Diario Extra
- La Nación, Sitio Oficial de La Nación
- Diario Súper, Sitio Oficial del Diario Súper
- Metro Ecuador Sitio Oficial de Metro Ecuador
- Periódico D’Una Sitio Oficial del Periódico D’Una

- Datos: Q9058566